# Viên Thiệu
Viên Thiệu (chữ Hán: 袁紹; 154 - 28 tháng 6 năm 202), tên tự là Bản Sơ (本初), là một tướng lĩnh nhà Đông Hán và lãnh chúa quân phiệt vào đầu thời Tam Quốc trong lịch sử Trung Quốc.
Ông là một trong những thế lực chư hầu hùng mạnh nhất vào cuối thời Đông Hán, thống lĩnh bốn châu lớn ở Hà Bắc bao gồm Ký Châu (冀州), U Châu (幽州), Tinh Châu (并州) và Thanh Châu (青州), được gọi là Hà Sóc Tứ châu (河朔四州). Vào thời gian đầu, ông là đối thủ mạnh nhất của Tào Tháo, lúc đó chỉ làm chủ Duyện Châu, yếu thế hơn hẳn. Thế nhưng sau thất bại ở Trận Quan Độ, thế lực của ông đã bị Tào Tháo thôn tính hoàn toàn sau đó và cũng vì chiến thắng này mà Tào Tháo trở thành sứ quân hùng mạnh nhất Trung Quốc lúc bấy giờ.
Trong lịch sử, ông được mô tả là có tính tình nhu nhược, hay chần chừ không quyết đoán, và không giỏi mưu lược. Bên cạnh đó, ông lại hay nghi kị những mưu sĩ của mình như Điền Phong, Hứa Du, cho nên dù thanh thế lớn nhưng vẫn thất bại trước một người trọng nhân tài và đa mưu như Tào Tháo.

## Thân thế
Viên Thiệu người Nhữ Dương, quận Nhữ Nam. Xuất thân từ sĩ tộc trứ danh Nhữ Nam Viên thị, tổ 5 đời của Viên Thiệu là Viên An (袁安), làm chức Tư đồ thời Hán Chương Đế, cụ nội là Viên Sưởng (袁敞) làm chức Tư không đời Hán An Đế, ông nội là Viên Thang (袁湯) làm Tư đồ thời Hán Hoàn Đế, cha là Viên Bàng (袁逢) làm Tư đồ thời Hán Linh Đế. Vì vậy sử thường gọi nhà họ Viên là Tứ thế Tam công (四世三公; 4 đời làm Tam công. (Tam công là ba chức Tư đồ, Tư mã, Tư không)
Viên Thiệu có một người em khác mẹ là Viên Thuật, cũng làm quan trong triều Đông Hán. Trong nhà Viên Bàng, Viên Thiệu sinh trước nhưng là con thiếp, Viên Thuật sinh sau nhưng là con vợ chính. Đây chính là một trong những nguyên nhân khiến Viên Thuật coi thường Viên Thiệu. Tuy nhiên, vì Viên Thiệu lại được bác là Viên Thành nhận làm con nuôi, trở thành người thừa kế của chi trên Viên Bàng, do đó về ngôi thứ theo pháp luật thì Viên Thiệu là anh họ Viên Thuật nhưng về huyết thống là anh cùng cha khác mẹ.

## Thời trẻ
Viên Bàng mất sớm, Viên Thiệu mồ côi cha từ nhỏ. Do danh vọng trong nhà, từ lúc trẻ Viên Thiệu đã được bổ nhiệm làm quan lang. Khi ấy, ông đã từng chơi thân với những đối thủ chính trị tương lai như Tào Tháo và Trương Mạc. Đến khi trưởng thành, ông thăng tiến làm quan đứng đầu Bộc Dương. Sau đó mẹ ông qua đời, ông về nhà chịu tang trong 3 năm. Nhớ tới cha Viên Bàng mất sớm, ông lại chịu tang cha thêm 3 năm nữa.
Sau sáu năm chịu tang cha mẹ, ông chuyển đến kinh đô Lạc Dương. Với ngoại hình đẹp đẽ, giỏi bồi dưỡng danh vọng, khéo léo lấy lòng kẻ sĩ Viên Thiệu được nhiều môn khách đến theo, xe cộ chật tắc đường. Ông giao du với các danh sĩ Trương Mạnh Trác, Hà Bá Cầu, Ngô Tử Khanh, Hứa Du, Ngũ Đức Du,...
Tuy nhiên, Viên Thiệu tự đặt mình ở vị trí cao, không chịu sự sắp đặt của quan phủ, do đó các cận thần trong triều không vừa lòng với ông. Trung thường thị Triệu Trung liền mang lời trách Viên Thiệu nói với chú ông là đại thần Viên Ngỗi. Viên Ngỗi bèn nói lại với Viên Thiệu, khuyên ông không nên tự cao với triều đình, sợ bị liên lụy. Viên Thiệu nghe theo, đồng ý chịu sự sắp đặt của ngoại thích Đại tướng quân Hà Tiến, giữ chức Thị ngự sử, Hổ bôn trung lang tướng.
Tháng 8 năm 188, Hán Linh Đế đặt ra 8 Hiệu úy Tây Viên, Viên Thiệu được bổ nhiệm làm Trung quân hiệu úy.

## Giết hoạn quan
Năm 189, Hán Linh Đế mất, Hán Thiếu Đế lên thay. Hà hậu mẹ vua Thiếu Đế trở thành Hà thái hậu lâm triều xưng chế lệnh cho anh là Hà Tiến cùng chú Viên Thiệu là Thái úy Viên Ngỗi đảm đương công việc Thượng thư 6 bộ.
Mâu thuẫn giữa ngoại thích và hoạn quan đã xảy ra từ nhiều đời trước trong cung đình nhà Hán. Tới khi Hà Tiến lên nắm quyền, mâu thuẫn vẫn tiếp tục. Hà Tiến bàn bạc với các thủ hạ, trong đó có Viên Thiệu. Viên Thiệu đề nghị bãi chức các hoạn quan. Hà Tiến phong Viên Thiệu làm Tư Lệ hiệu úy.
Hà Tiến vào cung bàn với Hà thái hậu bãi chức tất cả các hoạn quan, đổi dùng quan lang phục vụ trong triều. Do có ơn các hoạn quan nên Hà thái hậu không đồng ý. Hà Tiến bèn sai người ra nói với tướng Đổng Trác đang đóng quân ở Lương Châu và thứ sử Tịnh Châu là Đinh Nguyên hãy mang quân vào Lạc Dương "giả làm phản đòi dẹp hoạn quan", với mục đích là dọa thái hậu phải bằng lòng bãi chức các hoạn quan.
Tuy Hà thái hậu nghe theo, nhưng do các hoạn quan nhờ mẹ Hà thái hậu nói giúp, họ cuối cùng vẫn được giữ lại. Tháng 8 năm 189, Hà Tiến theo ý kiến của Viên Thiệu, vào cung Trường Lạc gặp Hà thái hậu xin ý chỉ đề nghị giết hết các hoạn quan. Việc lộ ra, các hoạn quan chủ động ra tay trước, phục binh giết chết Hà Tiến.
Tin tức truyền ra, Viên Thiệu cùng với Tào Tháo và Viên Thuật mang quân đánh vào hoàng cung, giết các hoạn quan để báo thù cho Hà Tiến. Quân Viên Thiệu chém giết một trận lớn trong cung, nhiều hoạn quan lương thiện và nhiều người không phải hoạn quan cũng bị giết lầm. Tổng số người bị giết là hơn 2000 người.
Anh em Hán Thiếu Đế trong lúc loạn lạc phải chạy ra ngoài. Đúng lúc đó Đổng Trác theo lệnh gọi của Hà Tiến vừa kéo quân tới kinh thành, đón được anh em vua Hán đưa về cung.

## Trốn khỏi Lạc Dương
Viên Thiệu đang giữ chức Hổ bôn trung lang tướng nên có thế lực rất mạnh, nhiều vây cánh trong triều, lại có vài vạn binh mã. Vào Lạc Dương, Đổng Trác muốn thao túng triều đình nhưng ban đầu còn e dè Viên Thiệu. Bào Tín khuyên ông nên trấn áp Đổng Trác ngay nhưng ông chần chừ chưa quyết. Lúc đó lực lượng trong tay Đổng Trác chỉ có 3000 quân. Trác nghĩ ra một kế để lừa Viên Thiệu. Đêm đêm Đổng Trác sai quân lính giả làm dân, sai họ ra khỏi thành; tới sáng hôm sau họ lại mặc áo lính, xếp thành đội ngũ, gióng trống phất cờ đi vào thành. Viên Thiệu thấy mỗi ngày Đổng Trác lại có vài ngàn quân vào thành, không hiểu nổi Đổng Trác có bao nhiêu binh mã, vì thế Viên Thiệu có ý sợ Đổng Trác.
Đổng Trác định phế Thiếu Đế để lập hoàng tử Lưu Hiệp, bèn mang việc đó ra bàn với Viên Thiệu tại nhà. Viên Thiệu là người cùng phe Hà Tiến – anh Hà thái hậu, mẹ của Thiếu Đế, vì vậy không đồng ý phế lập. Đổng Trác tỏ ý giận dữ vì sự chống đối của Viên Thiệu. Hai bên chưa ra mặt đánh nhau. Đổng Trác ngại vì mình mới vào kinh và nhà họ Viên có gia thế mạnh nhiều đời nên chưa hành động; còn Viên Thiệu cũng lo thế lực của Trác ngày một lớn mạnh nên vội bỏ kinh thành trốn lên Ký Châu thuộc Hà Bắc.
Đổng Trác treo giải thưởng lớn cho ai bắt được Viên Thiệu. Thị trung Chu Bí và Hiệu úy Ngũ Quỳnh có tình thân với họ Viên nên can Đổng Trác không nên truy bức ông mà nên trao cho một chức vụ để vỗ về. Đổng Trác nghe theo, bèn nhân danh vua Hán bổ nhiệm ông làm Thái thú Bột Hải, tước Khang hương hầu.
Đồng thời, Đổng Trác vẫn phế Hán Thiếu Đế để lập Lưu Hiệp lên ngôi, tức vua Hán Hiến Đế.

## Hội minh chống Đổng Trác
Tuy đã nhận được chức Thái thú Bột Hải nhưng Viên Thiệu vẫn không bằng lòng, muốn khởi binh chống Đổng Trác. Châu mục Ký châu là Hàn Phức vừa được Đổng Trác bổ nhiệm, thấy kẻ sĩ nhiều người hướng về họ Viên, sợ sẽ bất lợi cho địa vị của mình, bèn sai người ngăn chặn ngoài cửa nhà Viên Thiệu không cho phát binh.
Nhưng đúng lúc đó Thái thú Đông quận (thuộc Duyện châu) là Kiều Mạo lại giả nhân danh Tam công trong triều là Tư đồ Dương Bưu, Tư không Tuân Sảng và Thái úy Hoàng Uyển, phát hịch kể tội Đổng Trác, kêu gọi mọi người hãy cứu thiên tử Hán Hiến Đế. Trước khí thế chống Đổng Trác mạnh mẽ ở Ký châu, Hàn Phức buộc phải để Viên Thiệu xuất binh và mang quân cùng hưởng ứng.
Các chư hầu nổi dậy tham gia chiến dịch chống Đổng Trác gồm có: Viên Thiệu (Thái thú Bột Hải), Viên Thuật (Hậu tướng quân), Hàn Phức (châu mục Ký châu), Khổng Do (Thứ sử Dự châu), Lưu Đại (thứ sử Duyện châu), Vương Khuông (Thái thú Hà Nội), Trương Mạo (Thái thú Trần Lưu), Trương Siêu (Thái thú Quảng Lăng), Kiều Mạo (thái thú Đông quận), Viên Di (Thái thú Sơn Dương - người cùng họ với Viên Thiệu), Bào Tín (tướng quốc Tế Bắc). Trong số này ngoài Viên Thiệu và Hàn Phức còn có Viên Thuật, Lưu Đại và Khổng Do là những người được chính Đổng Trác vừa nhân danh Hán Hiến Đế bổ nhiệm.
Đổng Trác căm thù Viên Thiệu, bèn bắt chú Viên Thiệu là Viên Ngỗi cùng toàn gia tộc họ Viên ở Lạc Dương mang giết hết.
Hàn Phức vì sợ Viên Thiệu mạnh hơn mình, thường cắt xén lương thảo cung cấp cho Viên Thiệu, muốn cho quân đội của Viên Thiệu ly tán. Nhưng các chư hầu vẫn tập hợp quanh ông để chống Đổng Trác.
Các chư hầu tập kết tại huyện Hoài, quận Hà Nội và huyện Dương Trạc quận Dĩnh Xuyên, huyện Toan Cức và phía bắc huyện Nghiệp. Ngoài ra một cánh quân khác của Thái thú Trường Sa là Tôn Kiên cũng hưởng ứng, tuy không đến hội minh nhưng cũng khởi binh đánh Đổng Trác. Tôn Kiên đánh Kinh châu giết Thứ sử Vương Duệ và đánh Nam Dương giết thái thú Trương Tư.
Đổng Trác sai Chấp kim ngô Hồ Mẫu Ban, Tương tác đại tượng Ngô Tu và Việt kỵ hiệu úy Vương Hoàn đến huyện Hoài xin giảng hòa với Viên Thiệu. Viên Thiệu không nghe, sai Vương Khuông bắt cả ba người mang chém. Viên Thiệu cử Vương Khuông mang quân đến Hà Dương đánh Đổng Trác, bị Đổng Trác điều quân đánh tan.
Trong lúc chiến sự đang giằng co, Viên Thiệu định tìm lập một người tông thất khác làm hoàng đế để tổ chức triều đình riêng chống Đổng Trác, và muốn lập U châu mục là Lưu Ngu làm vua. Để tỏ ra tôn trọng Viên Thuật, Viên Thiệu sai người hỏi ý kiến Viên Thuật về việc đó, nhưng Thuật nhất định không tán thành. Từ đó hai anh em chính thức trở thành thù hằn.
Viên Thiệu kiên trì ý định lập vua mới. Tháng giêng năm 191, ông sai sứ đến U châu gặp Lưu Ngu đề nghị tôn làm vua. Lưu Ngu cho rằng điều đó là loạn nghịch nên từ chối đề nghị của Viên Thiệu, mắng sứ giả của ông. Viên Thiệu sai sứ đến U châu lần thứ 2 để thuyết phục, nhưng Lưu Ngu nhất quyết cự tuyệt và dọa sẽ bỏ sang Hung Nô. Sứ giả đành trở về nói với Viên Thiệu.
Đổng Trác sai bộ tướng Hồ Chẩn và Lã Bố ra đối địch với Tôn Kiên. Hồ Chẩn và Lã Bố bất hòa với nhau nên bị Tôn Kiên đánh bại. Tôn Kiên tiến đến sát Lạc Dương. Đổng Trác lo lắng mang vua Hán Hiến Đế và dân chúng bỏ Lạc Dương chạy về Trường An.
Đổng Trác đã bỏ chạy nhưng các cánh quân chư hầu của Viên Thiệu chỉ án binh tại Hoài Khánh say sưa tiệc rượu không bàn việc quân, không đi truy kích Đổng Trác. Ngoài cánh quân tác chiến độc lập của Tôn Kiên, trong những người đi hội minh chỉ có Tào Tháo hăng hái muốn ra quân. Viên Thiệu bất đắc dĩ cho Tào Tháo mấy ngàn quân đi. Tuy nhiên Đổng Trác đã đề phòng trước, sai bộ tướng Từ Vinh mang quân mai phục rồi đón đánh Tào Tháo ở Thành Quần, đại phá Tào Tháo, giết hơn nửa quân Tào. Tào Tháo may mắn chạy thoát.
Tào Tháo đại bại trở về, thấy Viên Thiệu không đủ khả năng chống Đổng Trác, bèn tự mình rút quân về Đông quận. Ngay sau đó các chư hầu khác cũng lục đục mâu thuẫn với nhau. Điều này khiến liên minh đánh Đổng Trác sớm tan rã.

## Đoạt Ký châu
Năm 191, liên minh đánh Đổng Trác tan rã, chia bè đánh lẫn nhau. Bộ tướng của Hàn Phức là Khúc Nghĩa phản lại Phức. Hàn Phức mang quân trừng trị Khúc Nghĩa, nhưng bị bại trận. Viên Thiệu thừa cơ sai sứ kết giao với Khúc Nghĩa. Khúc Nghĩa sau đầu hàng Viên Thiệu.
Viên Thiệu khi đó là Thái thú Bột Hải (thuộc Ký châu) muốn đoạt toàn bộ Ký châu của Châu mục Hàn Phức, nghe theo lời mưu sĩ Phùng Kỷ bèn viết thư mời Công Tôn Toản ở U châu cùng đánh Ký châu, nhân đó sẽ dọa Hàn Phức phải cầu viện. Công Tôn Toản được thư, bèn nhân danh Đổng Trác mang quân tới Ký châu đánh Hàn Phức (vì Phức đã tham gia liên minh với Viên Thiệu). Hàn Phức không chống nổi quân Công Tôn Toản, phải đóng cửa thành cố thủ. Viên Thiệu cũng tiến quân lại gần. Đoán được tâm lý lo lắng của Hàn Phức, Viên Thiệu lại sai cháu là Cao Cán và mưu sĩ Tuân Thầm đến dọa Hàn Phức, khuyên hãy nhường chức châu mục Ký châu cho Viên Thiệu vì vây cánh Viên Thiệu rất mạnh.
Hàn Phức nhút nhát sợ hãi tột cùng, đồng ý giao chức cho Viên Thiệu, bất chấp sự can ngăn của các thủ hạ. Viên Thiệu lấy cả Ký châu nhưng không chia đất cho Công Tôn Toản. Từ đó Công Tôn Toản mang thù với Viên Thiệu.

## Xung đột với Công Tôn Toản
Anh em Viên Thiệu và Viên Thuật chia rẽ thành thù hận. Viên Thiệu liên kết với Thứ sử Kinh châu là Lưu Biểu trấn thủ ở địa bàn gần địa bàn Nam Dương của Viên Thuật để chống lại Thuật; còn Thuật liên kết với Tôn Kiên ở Trường Sa để chống Viên Thiệu. Sau đó nhân sự việc ở Ký châu, Viên Thuật cũng sai người đến liên minh với Công Tôn Toản để chống Viên Thiệu. Trong thư gửi Toản, Viên Thuật viết:
Viên Thiệu không phải là máu mủ của nhà họ Viên ta.
Điều đó khiến Viên Thiệu càng tức giận, liền cắt đứt quan hệ với em mình.
Đổng Trác cưỡng bức vua Hán Hiến Đế cùng dân chúng chạy sang Trường An. Lúc đó con trai Lưu Ngu là Lưu Hòa đang làm Thị trung bên cạnh Hán Hiến Đế, vua Hiến Đế muốn quay trở về đông đô Lạc Dương, sai Lưu Hòa cải trang, trốn thoát khỏi Trường An, định tìm đến U châu gọi Lưu Ngu về hộ giá. Nhưng Lưu Hòa ra khỏi Quan Trung tới Nam Dương thì bị Viên Thuật giữ lại. Ít lâu sau Lưu Hòa trốn thoát khỏi chỗ Viên Thuật, nhưng lên tới Ký châu thuộc Hà Bắc thì lại bị Viên Thiệu bắt giữ.
Công Tôn Toản phái em họ là Công Tôn Việt mang 1000 kị binh tới chỗ Viên Thuật ở Nam Dương. Viên Thuật sai Công Tôn Việt mang quân đi giúp Tôn Kiên đánh bộ tướng của Viên Thiệu là Chu Hân. Việt trúng tên của quân Viên Thiệu và tử trận, vì vậy Công Tôn Toản càng hận Viên Thiệu giết em mình.
Để báo thù Viên Thiệu, tháng 12 năm 191, Công Tôn Toản dâng biểu về triều đình do Đổng Trác thao túng, kể 10 tội của họ Viên, rồi khởi binh đánh luôn các quận Ký châu để mở rộng địa bàn. Nhiều nơi bỏ Viên Thiệu theo hàng Công Tôn Toản.
Công Tôn Toản có người em là Công Tôn Phạm đang phục vụ dưới quyền Viên Thiệu. Viên Thiệu từ khi giành chức Châu mục Ký châu vẫn kiêm chức Thái thú Bột Hải do Đổng Trác phong, lúc đó để giảng hòa với Công Tôn Toản bèn trao ấn Thái thú Bột Hải cho Công Tôn Phạm, muốn nhờ Phạm đứng ra điều đình giảng hòa với Công Tôn Toản.
Nhưng Công Tôn Phạm được quận Bột Hải không đứng ra điều đình mà điều động binh mã giúp anh chống lại Viên Thiệu. Công Tôn Toản bèn tự mình bổ nhiệm cho thủ hạ làm Thứ sử 3 châu Thanh, Ký, Duyện và sai các thủ hạ khác đi làm quận thú, huyện lệnh các nơi.
Tháng giêng năm 192, Viên Thiệu tức giận bèn khởi đại quân đi đánh Công Tôn Toản. Hai bên gặp nhau ở Giới Kiều. Công Tôn Toản thống lĩnh 3 vạn quân, xếp thành hình vuông đón đánh Viên Thiệu. Viên Thiệu sai Khúc Nghĩa mang 800 kị binh đi tiên phong.
Công Tôn Toản coi thường Khúc Nghĩa ít quân bèn phái kị binh xông lại vây đánh. Khúc Nghĩa dùng trận pháp của người Khương, 800 kị binh tinh nhuệ đánh bại kị binh của Công Tôn Toản, bắt giết Nghiêm Cương - Thứ sử Ký châu do Toản bổ nhiệm. Công Tôn Toản dẫn quân bỏ chạy, sau đó thu tàn quân lại giao chiến một trận nữa vẫn bị Khúc Nghĩa đánh bại.
Viên Thiệu ở phía sau trận, thấy Công Tôn Toản bại binh, yên tâm xuống ngựa tháo yên không phòng bị. Đột nhiên Toản cùng hơn 2000 kị binh xông đến, bao vây ông. Lúc đó ông chỉ có hơn trăm quân, tình thế nguy cấp. Mưu sĩ Điền Phong dìu ông nấp vào bức tường đất. Ông cởi bỏ mũ chiến ném xuống đất, hô hào tướng sĩ quyết chiến. Các cung thủ theo lệnh nhất loạt bắn ra. Quân Công Tôn Toản nhiều người bị trúng tên, bản thân Toản cũng không biết người trong vòng vây là Viên Thiệu nên giãn vòng vây dần. Đúng lúc đó Khúc Nghĩa mang quân tới cứu, Toản phải lui binh.
Công Tôn Toản sau đó mang quân trở lại đánh Long Tấu quấy rối nhưng cũng bị Viên Thiệu đánh lui. Công Tôn Toản đành rút quân về U châu.
Viên Thiệu sai Thôi Cự Nghiệp mang mấy vạn quân vây đánh thành Cố An của Công Tôn Toản nhưng không hạ được, phải lui về phía nam. Công Tôn Toản bèn mang 3 vạn quân kị truy kích đến sông Cự Mã, đại phá Thôi Cự Nghiệp, giết và đánh bị thương hơn 6.000 người. Sau đó Toản thẳng tiến về nam hạ các thành trì, tới Bình Nguyên và cho Thứ sử Thanh châu Điền Khải do mình sắp xếp chiếm cứ đất Tề (Sơn Đông).
Tháng giêng năm 193, Viên Thiệu bổ nhiệm Tang Hồng làm Thứ sử Thanh châu để đối đầu với Điền Khải. Để hỗ trợ Điền Khải chống Tang Hồng, Công Tôn Toản sai Lưu Bị và Triệu Vân mang quân giúp sức. Hai bên đánh nhau, giằng co lâu ngày không phân thắng bại, ăn cạn lương thực nên cùng phải đi cướp bóc các nơi làm đồng ruộng đồng cỏ đều bị phá.
Lý Thôi (quyền thần thay Đổng Trác ở Trường An) nhân danh Hán Hiến Đế phái Thái bộc Triệu Kỳ đến hòa giải hai người. Công Tôn Toản thấy không thể thắng Viên Thiệu bèn quyết định giảng hòa. Ông viết thư cho Viên Thiệu với lời lẽ hạ mình. Hai bên bằng lòng giảng hòa lui binh.

## Đánh Khăn Vàng
Tháng 3 năm 193, quân Khăn Vàng ở Hắc Sơn do Trương Yên và Can Độc cầm đầu liên kết với binh chúng nổi dậy ở Ngụy quận (Ký châu) cùng đánh chiếm Nghiệp Thành, giết chết Thái thú. Vùng đất thuộc quyền Viên Thiệu quản lý.
Trong số những người chống lại, có Đào Thăng tự xưng là Bình Hán tướng quân. Vì bất hòa với đồng đảng, Đào Thăng dẫn quân về theo Viên Thiệu. Ông phong Đào Thăng làm Kiến nghĩa Trung lang tướng.
Tháng 6 năm đó, Viên Thiệu ra quân đánh vào khe Thương Nhan, núi Cự Tràng, Triều Ca. Sau 5 ngày giao chiến, Can Độc và hơn 1 vạn thủ hạ bị quân Viên Thiệu giết chết.
Viên Thiệu men theo núi tiến quân, lần lượt đánh phá các cánh quân của Trương Bát, Lưu Thạch, Thành Ngưu Giác, Hoàng Long, Quách Đại Hiền, Lý Đại Mục, Vu Đê Căn. Hàng vạn quân Khăn Vàng bị giết, các doanh trại bị Viên Thiệu san bằng.
Sau đó, ông lại giao chiến với tướng Khăn Vàng ở Hắc Sơn là Trương Yên và các cánh quân Đồ Các ở Tứ Doanh, Ô Hoàn ở Nhạn Môn. Lúc đó tướng cũ của Đổng Trác là Lã Bố đang nương nhờ Viên Thiệu. Viên Thiệu sai Lã Bố mang quân sang Thường Sơn giao tranh với Trương Yên. Lã Bố cưỡi ngựa Xích Thố, mỗi ngày cùng vài chục thủ hạ xông thẳng vào trại địch ba bốn lần. Sau hơn 20 ngày, quân Trương Yên thua tan tác phải lui về căn cứ.
Lã Bố lập công, liên tiếp sai người giục Viên Thiệu tăng viện cho mình. Tướng sĩ dưới quyền cũng cậy công đi cướp bóc. Thấy Viên Thiệu không đáp ứng tăng viện, Lã Bố bèn xin về Lạc Dương. Viên Thiệu ngoài mặt đồng ý, phong Lã Bố làm Tư Lệ hiệu úy, nhưng sau lưng lại dặn các tướng thừa cơ giết Lã Bố.
Lã Bố biết Viên Thiệu không dung, bèn bỏ trốn về Hà Nội với Trương Dương.

## Thắng thế trước Công Tôn Toản
Năm 193, Công Tôn Toản giết chết U châu mục Lưu Ngu, làm chủ toàn bộ U châu. Tòng sự của Lưu Ngu là Tiên Vu Phụ liên kết với Diêm Nhu và chiêu tập binh mã để báo thù cho Lưu Ngu. Viên Thiệu phái Khúc Nghĩa mang 10 vạn quân tới liên minh với Tiên Vu Phụ để chống lại Công Tôn Toản.
Năm 195, Tiên Vu Phụ tấn công Bào Khâu, giết hơn 2 vạn quân của Công Tôn Toản. Người dân các quận Quảng Dương, Đại quận, Thượng Cốc, Hữu Bắc Bình đều nổi lên giết chết quan lại do Toản bổ nhiệm.
Giữa lúc đó Khúc Nghĩa lập nhiều công lao có ý kiêu ngạo, không tuân theo pháp chế. Viên Thiệu liền mời Khúc Nghĩa đến gặp, giết chết và thu toàn bộ quân sĩ dưới quyền.
Viên Thiệu không muốn mất Thanh châu, bèn mang toàn quân Ký châu tới đánh Điền Khải do Công Tôn Toản bổ nhiệm. Chiến trường Thanh châu bùng phát trở lại. Hai bên xung đột lớn. Tới năm 195, khi nhiều nơi ở U châu bị các lực lượng báo thù cho Lưu Ngu chiếm giữ thì tại Thanh châu, Viên Thiệu đánh thắng Công Tôn Toản một trận lớn ở Bão Khâu, giết hơn 2 vạn quân.
Công Tôn Toản rút về cố thủ ở Dịch Kinh. Viên Thiệu tấn công lâu ngày không hạ được.

## Diệt Tang Hồng
Trong khi Tào Tháo đang đánh nhau với Lã Bố ở Duyện châu thì Viên Thiệu cũng muốn đối phó với Tào Tháo, bèn sai Tang Hồng từ Thanh châu đến làm thái thú Đông quận (thuộc Duyện châu) để thế chức Tào Tháo.
Sang năm 194, Tào Tháo đánh bại Lã Bố (Bố phải chạy sang Từ châu theo Lưu Bị) và quay sang đánh hai anh em Trương Mạo, Trương Siêu. Tang Hồng ở Đông quận nghe tin họ Trương bị vây hãm, tự liệu thế lực yếu không thể cứu nổi, bèn sai người đến Ký châu cầu cứu Viên Thiệu, nhưng ông không phát binh.
Không lâu sau anh em họ Trương cùng bị giết. Tang Hồng oán hận Viên Thiệu, bèn tuyệt giao với ông. Viên Thiệu nổi giận, mang quân đến đánh Đông quận. Tang Hồng cố thủ trong thành. Viên Thiệu sai thủ hạ là Trần Lâm - người đồng hương của Tang Hồng - viết thư dụ hàng, nhưng Tang Hồng cự tuyệt.
Viên Thiệu vây thành hơn 1 năm, cuối cùng đến năm 195 ông hạ được Đông quận, bắt sống Tang Hồng. Ông tiếc tài Tang Hồng, muốn dụ hàng nhưng Tang Hồng nhất định không chịu, ông đành mang Hồng ra xử tử.

## Không đón Hán Đế
Ngay từ khi Đổng Trác còn sống (192), đang khống chế Hán Hiến Đế ở Trường An, mưu sĩ Thư Thụ đã bày kế chiến lược cho ông:
Tướng quân đem quân sang phía đông, tất bình định Thanh Châu; vòng sang Hắc Sơn, tất Trương Yên bị diệt; tiến lên hướng bắc, tất Công Tôn tiêu vong; Uy hiếp Nhung Địch, tất Hung Nô phục tùng. Tướng quân sẽ là anh hùng cứu thế, thiên hạ vì nể. Khi đó, tướng quân sẽ rước nhà vua từ Trường An về Lạc Dương, khôi phục tôn miếu xã tắc ở Lạc Ấp. Sau đó, kêu gọi thiên hạ đánh kẻ không chịu phục tùng.
Viên Thiệu khen kế Thư Thụ hay nhưng chưa thi hành.
Năm 195, Hán Hiến Đế bổ nhiệm Viên Thiệu làm Hữu tướng quân. Cuối năm đó, vì loạn Lý Thôi và Quách Dĩ ở Trường An, Hiến Đế phải bỏ chạy về phía đông. Thư Thụ bèn khuyên Viên Thiệu nghênh đón Hiến Đế về Nghiệp Thành:
Ngài... nên xuống phía tây đón đại giá hoàng đế, đưa vào trú ở Nghiệp Đô, như thế có thể khống chế được thiên tử mà lệnh cho chư hầu, tích trữ binh mã để dẹp bọn chưa phục
Viên Thiệu vốn tán đồng ý kiến này, nhưng lúc đó Thuần Vu Quỳnh và Quách Đồ không đồng tình. Viên Thiệu thấy họ nói có lý, nghe theo Quách Đồ. Ngay sau đó Tào Tháo ở Duyện châu mang quân tới đón Hán Hiến Đế, giành Hiến Đế từ tay Dương Phụng, Hàn Tiêm, trở thành người "mượn danh thiên tử sai khiến chư hầu". Viên Thiệu hối hận do không nghe lời Thư Thụ nhưng đã muộn.
Ông sai con trưởng Viên Đàm mang quân đánh Thanh châu lúc đó dưới quyền của thứ sử Khổng Dung (thay Điền Khải). Viên Đàm đánh bại Khổng Dung chiếm được Thanh châu. Khổng Dung phải bỏ chạy về Hứa Xương theo Tào Tháo.

## Tranh chức vị với Tào Tháo
Tháng 10 năm 196, Tào Tháo nhân danh Hán Hiến Đế viết thư chỉ trích Viên Thiệu có đất rộng quân nhiều nhưng không chịu phò tá triều đình mà chỉ lo phát triển lực lượng riêng. Viên Thiệu vội dâng thư biện bạch, nguyện hết lòng vì nhà Hán. Tào Tháo bèn nhân danh Hiến Đế bổ nhiệm ông làm Thái úy, tước Nghiệp hầu, còn Tào Tháo tự nhận chức Đại tướng quân (quân hàm cao nhất, trên chức Thái úy).
Viên Thiệu không chịu kém, liền dâng thư lên triều đình Hứa Xương không chịu nhận chức vị. Tào Tháo sợ thế lực của ông lớn mạnh, mà lúc đó Tào Tháo mới chỉ làm chủ được Duyện châu, vì thế bàn bạc với bá quan trong triều để nhường chức Đại tướng quân cho Viên Thiệu. Sau đó Tào Tháo lại nhân danh Hán Hiến Đế bổ nhiệm Viên Thiệu làm Đại tướng quân, đô đốc 4 châu Hà Bắc là Ký, Thanh, U, Tinh.
Viên Thiệu lúc đó mới cảm nhận thấy để Tào Tháo nắm vua Hiến Đế là bất lợi cho ông, nên phái sứ giả đến Hứa Xương, lấy lý do nơi này ẩm ướt, đề nghị Tào Tháo chuyển vua đến Chân Thành gần Nghiệp Thành của ông hơn. Tào Tháo kiên quyết từ chối. Mưu sĩ Điền Phong bèn khuyên ông nhân đang có thế mạnh, đưa quân tấn công Hứa Xương. Nhưng Viên Thiệu lại chần chừ, cuối cùng để lỡ cơ hội.

## Hạ Dịch Kinh diệt Công Tôn Toản
Viên Thiệu nhiều lần tấn công Công Tôn Toản không thắng được nên viết thư muốn xóa bỏ thù oán, lại giao hảo với nhau. Nhưng Công Tôn Toản cậy có Dịch Kinh kiên cố hiểm trở nên không thèm để ý tới thư của ông, chỉ lệnh cho các thuộc hạ tăng cường phòng bị và tuyên bố thách Viên Thiệu có thể vây đánh trong vài năm.
Viên Thiệu tức giận bèn khởi đại binh đi đánh U châu. Công Tôn Toản sai con là Công Tôn Tục sang Thường Sơn cầu cứu tướng Khăn Vàng là Trương Yên cứu viện. Quân Viên Thiệu từng bước áp sát, vây chặt Dịch Kinh. Nhiều tướng sĩ dưới quyền Công Tôn Toản chán nản, lo không giữ nổi, bèn bỏ thành chạy trốn.
Trương Yên nhận lời Công Tôn Tục, dẫn 10 vạn quân đi cứu Công Tôn Toản. Công Tôn Toản bèn viết thư ra cho Công Tôn Tục, hẹn Tục hãy dẫn 5000 quân đến chỗ trũng phía bắc thành, đến giờ đốt lửa làm hiệu sẽ cùng giáp công trong ngoài. Nhưng thư của Toản gửi ra bị Viên Thiệu bắt được. Viên Thiệu tương kế tựu kế, bèn đốt lửa lừa Công Tôn Toản. Toản tưởng cứu binh tới bèn mang quân ra đánh, không ngờ rơi vào mai phục. Công Tôn Toản bại trận phải chạy về thành đóng cửa cố thủ.
Viên Thiệu bèn sai quân đào đường ngầm, dùng gỗ chống lên, dần dần đào tới gò đất đến chỗ Công Tôn Toản ở. Khi dựng gỗ xong, quân Viên Thiệu châm lửa đốt, phá hoại lâu đài, khiến đất sụt xuống. Lầu đổ, Viên Thiệu thừa cơ thúc quân đánh vào. Công Tôn Toản tự biết không thể chống cự được nữa, bèn giết hết gia quyến rồi đốt lửa tự thiêu mà chết.
Viên Thiệu chiếm được toàn bộ Hà Bắc, thế lực càng trở nên mạnh mẽ. Người em Viên Thuật cát cứ ở Dương châu bị Tào Tháo đánh cho đại bại, muốn bỏ Hoài Nam lên Hà Bắc nương nhờ vào ông, xóa bỏ hiềm khích và nhường lại ngôi vua cho ông. Nhưng chạy đến nửa đường, Viên Thuật bị Lưu Bị (theo lệnh Tào Tháo) chặn đường đánh bại ở Từ Châu, phải quay về Hoài Nam và ốm chết.
Thủ hạ là của Viên Thiệu là Cảnh Bao khuyên ông nên xưng làm hoàng đế. Viên Thiệu mang việc đó ra bàn với các tướng, mọi người nhất loạt phản đối, đòi giết Cảnh Bao. Viên Thiệu đành mang Cảnh Bao ra giết.

## Chống Tào Tháo

### Bại trận Bạch Mã, Diên Tân
Đầu năm 200, Viên Thiệu muốn đánh Tào Tháo, bèn hạ lệnh huy động 10 vạn quân và 4 vạn chiến mã đi tấn công Hứa Xương, sai Thẩm Phối, Phùng Kỷ làm chủ trì quân vụ, Điền Phong và Tuân Thầm, Hứa Du làm mưu sĩ, Nhan Lương và Văn Xú làm thống soái. Thư Thụ không tán thành, khuyên Viên Thiệu nên cho quân sĩ nghỉ ngơi tĩnh dưỡng vì vừa chinh chiến nhiều ngày, nếu đánh ngay cũng không có danh nghĩa gì; trong khi tĩnh dưỡng thì dùng biện pháp chính trị: mang thư đến Hứa Xương dâng lên Hiến Đế kể tội Tào Tháo uy hiếp thiên tử để có danh nghĩa nam tiến.
Nhưng hai mưu sĩ khác là Thẩm Phối và Quách Đồ ra sức khuyên Viên Thiệu ra quân. Viên Thiệu nghe theo, bèn quyết định xuất quân đánh Tào Tháo. Trong khi Viên Thiệu đang chuẩn bị ra quân thì Tào Tháo đã nhanh chóng xuất kích đánh Lưu Bị đang li khai mình ở Từ châu. Điền Phong nghe tin Tào Tháo đích thân cầm quân sang Từ châu, khuyên Viên Thiệu gấp rút đánh Hứa Xương đang bỏ trống. Nhưng lúc đó đứa con trai nhỏ mà ông yêu quý đang có bệnh nên ông nấn ná không hạ lệnh xuất binh. Điền Phong thấy Viên Thiệu chỉ vì con nhỏ bị ốm mà hoãn ra quân để mất cơ hội, tỏ ra tức giận ra mặt, nên từ đó ông bắt đầu căm ghét Điền Phong.
Khi Viên Thiệu vẫn hoãn binh thì Tào Tháo đã đánh bại được Lưu Bị, bắt sống và dụ hàng được Quan Vũ. Lưu Bị chạy sang Hà Bắc nương nhờ ông. Viên Thiệu lúc đó mới chính thức ra quân. Điền Phong thấy Tào Tháo đã rút đại quân về Hứa Xương, thời cơ tốt không còn nên can ngăn không nên đi, nhưng ông không nghe, trái lại nổi giận giam Điền Phong vào ngục.
Viên Thiệu mang theo Lưu Bị đi đánh Tào Tháo, đóng đại quân ở Lê Dương, sai Trần Lâm thảo hịch kể tội ông. Bài hịch vừa điển nhã vừa hùng kiện, được coi là bài văn nổi tiếng trong văn học cổ điển.
Sau đó Viên Thiệu chia quân, một mặt đánh thành Bạch Mã, mặt khác đóng ở bến Diên Tân. Tháng 4 năm 200, Tào Tháo dẫn Trương Liêu và Quan Vũ đi cứu Bạch Mã và cũng chia quân ra Diên Tân để phân tán sự chú ý của ông. Quả nhiên Viên Thiệu tăng cường thêm quân cho Diên Tân mà không chú ý Bạch Mã. Tào Tháo nhân đó đột ngột thúc quân đánh mạnh ở Bạch Mã, sai Quan Vũ ra trận giết chết mãnh tướng của Viên Thiệu là Nhan Lương, giải vây thành Bạch Mã.
Tháng 5 năm 200, Tào Tháo cùng Quan Vũ và Trương Liêu đi men theo sông Hoàng Hà về phía tây đến cứu Diên Tân. Viên Thiệu cùng Lưu Bị và Văn Xú mang quân đuổi theo, nhưng lại bị Tào Tháo đánh bại một trận nữa tại đây, Văn Xú tử trận. Vì lực lượng ít hơn nên sau đó Tào Tháo phải lui quân về phía nam Tế Thủy, tức là bến Quan Độ đóng đồn, còn Viên Thiệu đóng lại ở Diên Tân.

### Thua trận Quan Độ
Sau trận Diên Tân, hai bên tạm hưu chiến. Lưu Bị thấy Viên Thiệu không đủ tài năng để chống Tào Tháo nên bỏ đi tìm cách xây dựng lại lực lượng. Sau vài tháng ngưng nghỉ điều quân, hai bên tái chiến trong trận thư hùng ở Quan Độ ngay từ tháng 8 năm đó, kéo dài hơn 100 ngày.
Tam Quốc Diễn Nghĩa kể rằng sau trận Diên Tân, hai bên lại thu binh về chỗ. Tào Tháo rút về Hứa Xương, Viên Thiệu trở về Ký châu; La Quán Trung tập trung mô tả việc Quan Vũ lén đi khỏi chỗ Tào Tháo, ông còn đi ra tiễn Vũ ở Hứa Xương. Viên Thiệu còn sai Trần Chấn đến Giang Đông lôi kéo được Tôn Sách liên minh với mình để đánh Tào Tháo nhưng Tôn Sách đột ngột qua đời, Tôn Quyền lên thay theo chính sách của Trương Chiêu, Gia Cát Cẩn, theo Tào mà không theo Viên. Viên Thiệu thấy sứ giả trở về không cầu được họ Tôn bèn tự mình khởi bình lần thứ hai đi đánh. Diễn biến trong tiểu thuyết khá nhiều sự kiện và thư thả nhưng trên thực tế hai bên Viên - Tào đối luỹ từ tháng 5 và cả Viên Thiệu lẫn Tào Tháo đều bám sát không rời chiến trường, tiếp tục điều động binh lực.
Bị thua và mất hai tướng giỏi, Viên Thiệu điều đại quân đến Dương Vũ, phía tây bắc Trung Mâu, men theo đồi cát dọc bờ sông, dựng vài chục doanh trại kéo dài từ đông qua tây, định triển khai hai cánh bao vây quân Tào rồi tiêu diệt. Tào Tháo không lui binh, cũng chia quân làm nhiều nhóm chống cự, nhưng vì ít quân hơn nhiều nên không đủ phân ra các vị trí có địch.
Viên Thiệu mang quân ra khỏi luỹ, giao chiến với quân Tào. Quân Tào thua trận phải lùi lại mấy lần. Tào Tháo ra lệnh tướng sĩ cố giữ vững trận địa, quân địch khiêu chiến nhiều lần nhưng không ra đánh. Các sử gia cho rằng việc Viên Thiệu chỉ chú tâm vào Quan Độ là sai lầm khi không điều Viên Đàm, Cao Cán chia đường khác đánh vào hậu phương họ Tào ở Hứa Xương, Lạc Dương.
Viên Thiệu bèn bày trận trên dãy núi đất, dựng nhiều chòi gỗ, đứng trên đó bắn xuống doanh trại quân Tào. Quân Tào mỗi người phải dùng thuẫn gỗ che đỡ tên bắn. Sau đó Tào Tháo dùng xe bắn đá bắn sang, phá nát các chòi gỗ của Viên Thiệu.
Viên Thiệu lại cho quân đào nhiều địa đạo vào doanh trại quân Tào. Tào Tháo phát hiện bèn sai quân đào đường hầm theo chiều ngang nằm phục sẵn, hễ quân Viên đến thì bắn chết.
Hai bên giữ nhau lâu ngày, Tào Tháo sắp hết lương, muốn rút lui, bèn hỏi ý kiến Tuân Úc đang trấn thủ Hứa Xương. Tuân Úc viết thư trả lời, khuyên nên kiên trì giữ, nhất định không được rút lui, nếu không hậu quả sẽ rất xấu. Tào Tháo nghe theo, lệnh cho các tướng sĩ cố sức giữ thế trận.
Viên Thiệu có hơn 1000 xe lương chở đến Quan Độ, bị Tào Tháo sai Từ Hoảng ra tập kích, thiêu hủy toàn bộ.
Hai bên giữ nhau ở chiến trường hơn 100 ngày. Đánh lâu ngày không hạ được, Viên Thiệu chưa nghĩ ra kế nào khác. Nhưng phía quân Tào cũng có nhiều người mỏi mệt, bỏ sang đầu hàng ông.
Tháng 10 năm 200, Viên Thiệu sai Thuần Vu Quỳnh mang 1 vạn quân đi về nhận lương để chở ra mặt trận. Thư Thụ đề nghị phái tướng Tưởng Kỳ mang một cánh quân đóng bên ngoài để tiếp ứng cho Thuần Vu Quỳnh, đề phòng Tào Tháo chặn đánh để cướp lương. Viên Thiệu không nghe theo. Hứa Du cũng hiến kế chia quân tập kích vào Hứa Xương, nhưng ông cũng bỏ qua. Ít lâu sau có người nhà Hứa Du bị tội vào ngục, Hứa Du xin Viên Thiệu tha không được nên bất mãn, bỏ sang hàng Tào Tháo.
Được tin báo của Hứa Du về việc Thuần Vu Quỳnh đang vận lương, Tào Tháo đích thân mang 5000 quân mã đuổi đến kho lương của Viên Thiệu ở Ô Sào. Đang đêm, quân Tào bất ngờ tập kích, Nhạc Tiến chém chết Quỳnh. Tào Tháo đốt sạch kho lương của Viên Thiệu. Trong hơn 1 vạn quân của Quỳnh thì hơn 1000 bị giết, số còn lại đầu hàng.
Viên Thiệu thấy lửa cháy từ xa, biết tin Ô Sào bị đánh, một mặt điều quân cứu Quỳnh, mặt khác sai Trương Cáp, Cao Lãm đi cướp doanh trại Tào. Nhưng Tào Tháo đã bố trí quân phòng bị trước, đúng như dự liệu của Cáp và Lãm. Cáp và Lãm không hạ được trại Tào, lại nghe tin Tào Tháo phá tan Ô Sào trở về, sợ bị Viên Thiệu bắt tội, bèn quyết định đầu hàng Tào.
Viên Thiệu liên tiếp nghe tin thua trận, kho lương bị mất, tướng sĩ náo loạn, kéo nhau bỏ chạy. Tào Tháo thừa cơ dẫn quân tập kích khiến quân Thiệu đại bại tan nát. Viên Thiệu hốt hoảng, cùng con là Viên Đàm dẫn 800 quân kỵ chạy một mạch, qua sông Hoàng Hà mới dám dừng lại nghỉ.
Hơn 7 vạn quân của Viên Thiệu không theo kịp chủ, đều xin hàng Tào Tháo, bị Tào Tháo chôn sống tất cả. Mưu sĩ Thư Thụ cũng bị bắt sống nhưng không hàng Tào Tháo, cuối cùng bị giết.

### Thất bại kế tiếp
Viên Thiệu về tới Lê Dương, nghỉ lại trong quân doanh của viên bộ tướng dưới quyền Viên Đàm là Tưởng Nghĩa Cừ. Ông hối hận không nghe lời Điền Phong can trước khi ra quân. Nhưng Phùng Kỷ lại gièm pha Điền Phong, nói rằng Điền Phong ở trong ngục cười nhạo ông. Viên Thiệu tức giận, bèn sai sứ giả đem ấn kiếm của mình về Ký châu trước, mang theo lệnh chém Điền Phong.
Nhiều thành ấp ở Hà Bắc nghe tin Viên Thiệu đại bại ở Quan Độ, bèn phản lại ông theo hàng Tào Tháo. Viên Thiệu bèn mang quân đi dẹp yên. Tuy tình hình Hà Bắc tạm yên nhưng Viên Thiệu không thể khôi phục lại thế lực mạnh như trước đó do tổn thất lớn ở Quan Độ.
Sang năm 201, Tào Tháo mang quân đuổi theo Viên Thiệu, đánh lên Hà Bắc. Viên Thiệu mang quân ra kháng cự, nhưng lại bị thua to một trận nữa ở Thương Đình. Từ sau trận thua lớn thứ hai này, Viên Thiệu không còn là mối lo của Tào Tháo. Tào Tháo rút đại quân về Hứa Xương.

## Qua đời
Viên Thiệu liên tiếp thất bại, lực lượng và nhuệ khí đều mất. Ông buồn rầu sinh bệnh nặng, mãi không gượng dậy nổi.
Tháng 5 năm 202, Tào Tháo lại dẫn quân truy kích Viên Thiệu ở Lê Dương. Do đang nằm bệnh, Viên Thiệu sai con là Viên Thượng đem quân nghênh chiến đồng thời cho Viên Đàm và Cao Cán đem quân đi chi viện cho Viên Thượng. Nhưng Viên Thượng chủ quan khinh địch, không đợi Viên Đàm và Cao Cán, tự mình đem quân tới Lê Dương giao chiến nên bị quân Tào đánh bại. Viên Thiệu nghe tin này thì quá sốc, bệnh không qua khỏi, thổ huyết qua đời, thọ 49 tuổi. Sau khi ông mất, nhân dân Hà Bắc rất thương cảm, ngoài chợ búa đều có người khóc, vì khi sống ông đã cai trị 4 châu bằng chính sách khoan hòa.
Vì yêu quý người con thứ 3 là Viên Thượng, ông để lại di chúc truyền ngôi kế vị cho Viên Thượng. Con trưởng Viên Đàm không bằng lòng, anh em xảy ra tranh chấp. Đến năm 207, anh em họ Viên bị Tào Tháo tiêu diệt, thôn tính toàn bộ Hà Bắc.

## Nhận định
Viên Thiệu xuất thân từ đại tộc, có danh vọng rất cao. Ban đầu ông nổi danh thiên hạ nhờ trung nghĩa hào hiệp, khởi binh đánh Đổng Trác giúp nhà Hán. Thế lực của Viên Thiệu đương thời rất lớn: ngoài quân đội đông đảo thì các văn thần võ tướng đều tài năng: Văn Xú, Nhan Lương có dũng, Điền Phong, Hứa Du có mưu, Thư Thụ, Quách Đồ có trí, Thẩm Phối, Phùng Kỷ tận trung. Nhưng ông lại thiếu sáng suốt trong các quyết định của mình, không biết nghe theo lẽ phải của Điền Phong và Hứa Du, nên liên tiếp bị thất bại dưới tay Tào Tháo.
Trong Tam quốc chí, sử gia Trần Thọ ghi lại lời Tào Tháo nhận xét về Viên Thiệu như sau:
Viên Thiệu chí lớn nhưng trí nhỏ, hung hãn nhưng gan bé, nghi kỵ nhỏ nhen, nhân duyên không ra gì. Nội bộ Viên Thiệu binh nhiều nhưng lộn xộn, tướng kiêu nhưng khó thống nhất
Trần Thọ bình luận về Viên Thiệu trong Tam quốc chí như sau:
Ngoài khoan trong kỵ, mưu hay không quyết, có tài mà không dùng được, nghe thiện mà không nạp được, phế đích lập thứ, bỏ lễ sủng ái, đến nỗi hậu tự điên đảo, xã tắc lộn nhào, phi bất hạnh vậy. Xưa Hạng Vũ không làm theo kế Phạm Tăng đã mất vương nghiệp; Thiệu giết Điền Phong thậm chí còn tệ hơn cả Vũ!

Dịch Trung Thiên nhìn nhận Viên Thiệu là người ngu xuẩn, cố chấp và bừa bãi, tự cho mình là anh minh vô địch; Viên Thiệu thất bại là thất bại ở cách làm người.

## Gia quyến
- Cha đẻ: Viên Bàng
- Cha nuôi: Viên Thành (bác ruột)
- Chú: Viên Ngỗi
- Em: Viên Thuật
- Các con:
  - Viên Đàm
  - Viên Hy
  - Viên Thượng
  - Viên Mãi
- Cháu: 
  - Cao Cán

## Trong Tam Quốc diễn nghĩa
Viên Thiệu xuất hiện từ hồi 2 đến hồi 32 trong tiểu thuyết Tam Quốc diễn nghĩa của La Quán Trung, được mô tả khá gần với sử sách. Ông có nhiều mưu sĩ, tướng lĩnh và binh lương, có nhiều ưu thế trong cuộc tranh hùng cuối thời Đông Hán. Tuy nhiên Viên Thiệu lại thiếu quyết đoán và sáng suốt khi đưa ra các quyết định cuối cùng, khi ông không nghe theo những ý kiến xác đáng của Điền Phong, Thư Thụ và Hứa Du, lại tin theo những lời gièm pha của Phùng Kỷ, Quách Đồ nên cuối cùng bị thất bại.